# Hoàng Nam, Thanh Hải
Châu tự trị dân tộc Tạng Hoàng Nam (tiếng Trung: (黄南藏族自治州), Hán Việt: Hoàng Nam Tạng tộc Tự trị châu, là một châu tự trị tại tỉnh, Thanh Hải, Cộng hòa Nhân dân Trung Hoa. 

## Các đơn vị hành chính
Châu tự trị Hoàng Nam quản lý 1 thành phố cấp huyện và 3 huyện:

### Thành phố cấp huyện
- Đồng Nhân, Hoàng Nam (同仁市)

### Cáchuyện
- Jainca (Tiêm Trát) (尖扎县)
- Zêqog (Trạch Khố) (泽库县)
- Hà Nam (河南蒙古族自治县)